# Idarrazan
Idarrazan (en árabe: دوار اذارزن‎) es un pueblo perteneciente a la comuna rural de Tsaft, en la Provincia de Driuch ubicada al noreste de Marruecos. Es conocida por sus llanuras y sus tierras fértiles. Está situada a 50 km de Driuch, capital de la provincia.
El pueblo de Idarrazan está considerado como uno de los más antiguos de la provincia de Driuch.

## Posición geográfica
El pueblo de Idarrazan está en la región del Rif  (noreste de Marruecos), en la provincia de Driuch y es fronteriza con Ibouaïden al norte y Aït'amrane al sur.
Idarrazan tiene acceso desde la carretera comarcal que une Nador con Alhucemas la nacional N2, salida desde Kassita.
La superficie del pueblo de Idarrazan es de 49,66km².

## Historia
El desarrollo de este pueblo y su crecimiento se remonta a la época en la que los rifeños fueron expulsados de Al-andalús tras su conquista. Fue un matrimonio el que llegó y bautizó Idarrazan siendo ahora lo que es. Dicho matrimonio tuvo 4 hijos (Mahdi Udaraz,  3ri Udaraz, Muhand Udaraz, Khadija Udaraz).Los cuales vivieron por primera vez en la casa llamada dar Alhamra (tadath u3akob). Actualmente, son 100 habitantes los que se hallan empadronados en el pueblo, sin contar los inmigrantes que salieron hacia Europa  y otras ciudades de Marruecos. El pueblo rural de Idarrazan es de los pocos de la zona del Rif que cuenta con una asociación (Asociación Idarrazan) que dispone de un plan de disposición que organiza y dirige la extensión del pueblo con el fin de acompañar el desarrollo demográfico de la región. Además esta asociación se preocupa de los diferentes problemas del pueblo y empuja a los habitantes en la organización de sus actividades.

## Galería de imágenes
- Datos: Q106594557
- Multimedia: Idarrazan / Q106594557